# Unterer Hösbach
Der Untere Hösbach ist ein rechter Zufluss des Hösbaches im unterfränkischen Landkreis Aschaffenburg.

## Geographie

### Verlauf
Der Untere Hösbach entspringt nördlich von Unterafferbach. Er fließt in südöstliche Richtung nach Hösbach. Am nördlichen Ortsrand mündet er in den Hösbach.

### Flusssystem Aschaff
- Liste der Fließgewässer im Flusssystem Aschaff

## Einzelnachweise

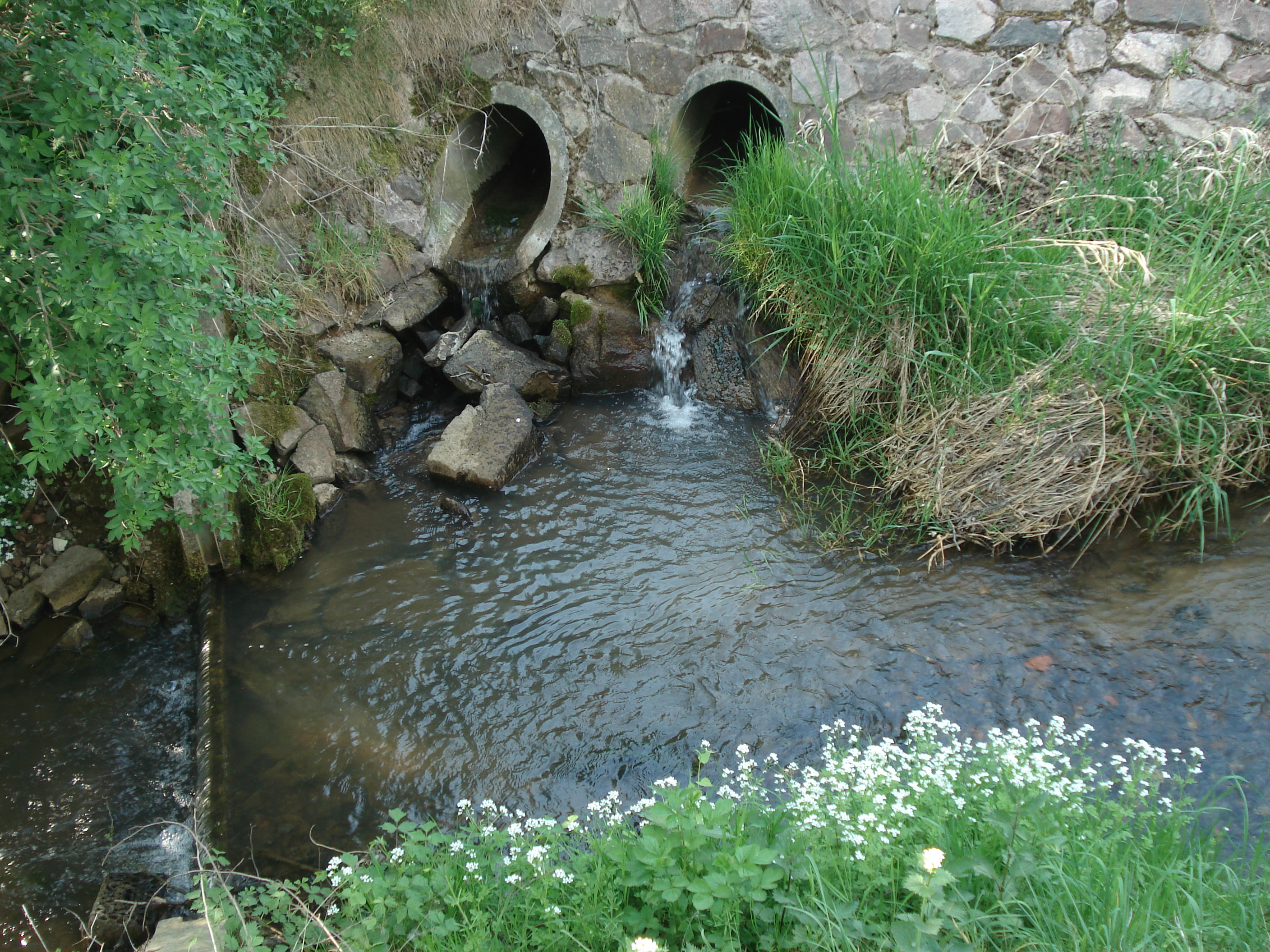
Der Untere Hösbach (Rohre hinten) mündet in den Hösbach